# Бабшин
Ба́бшин — село в Україні, у Жванецькій сільській територіальній громаді Кам'янець-Подільського району Хмельницької області.

## Назва
Назва пов'язана з давньоукраїнською міфологією. За уявленнями наших предків, баба — жіноче божество, тітка бога Святовита, яка витала над світом у вигляді хмар, пізніше уособлювала світло і нібито жила у горах, на високих кручах.
Згідно народної легенди, яку описано в праці Юхима Сіцінського:

| Назва Бабшина, за місцевим переказом, виникла від того, що початок поселенню поклала одна жінка («баба»), на ім’я Катерина, яка, ховаючись із сином Михайлом від татар, побудувала в лісі собі землянку |

## Географія
Наддністрянське село Бабшин розкинулося на лівому березі Дністра, за 30 кілометрів від Кам'янця-Подільського та за 12,5 кілометри від автошляху національного значення Н03.

### Клімат
Бабшин знаходяться в межах вологого континентального клімату із теплим літом у так званому «теплому Поділлі», тут весна настає на 2 тижні раніше.

## Історія
Бабшин згадується в документах із XV століття.
1445 року село купив кам'янецький суддя Микола Чорний.
В XVI столітті Бабшин належав почергово Володиєвським, Ластовецьким і Костревським.
У XVIII столітті ним володіли Лянцкоронські. В першій половині XIX ст. село було власністю Каспера і Яна Йорданів гербу Труби, дідичів сусіднього Жванця, котрі в свою чергу продали Бабшин у 1819 році Ґрохольським гербу Сирокомля. У 1835 році село придбав новий власник — Пьотр Ґрадовський гербу Любич (1780—1876).
В XIX столітті населення все православне, 861 чоловік і 859 жінок, усі — українці-селяни, займаються тільки землеробством.
Церква на честь святого Архистратига Михаїла в середині XVIII століття була дерев'яна, з хмизу, обмазана глиною. Зруйнована, за переказами, турками, вона 1761 року була відновлена парафіянами. Ця церква піддавалася ще двом руйнуванням від турків під час російсько-турецьких воєн другої половини XVIII століття, але була відновлювана. Кам'яну церкву побудовано 1857 року на кошти селян і поміщика; 1877 року на ній перебудовано купол, а церкву покрито замість гонти жерстю; 1884 року влаштовано новий двоярусний іконостас. Нагорі встановлено ікону Богоматері старовинного живопису; на лику Богоматері видно шрам, ніби від удару зброєю; кажуть, що це зробив колись турок або татарин, вдаривши ікону шаблею. Дзвіниця разом із церквою кам'яні. Церковної землі: садибної 8 десятин 986 квадратних сажнів, орної 55 десятин 860 квадратних сажнів. Будинок для священника побудовано 1899 року, а для псаломщика 1895 року на поземельний збір. Церковнопарафіяльна школа з 1885 року, розмістилася в кам'яному будинку з гонтовим дахом, який побудовано 1894 року на місцеві кошти при підтримці училищної ради, такий опис подано в працях Юхима Сіцінського.
Внаслідок поразки визвольних змагань на початку XX століття, село надовго окуповане російсько-більшовицькими загарбниками.
Радянська окупація принесла колективізацію та розкуркулення, селяни зазнали репресій. 
В 1932–1933 селяни села пережили Голодомор.
В 1981 році почалось заповнення басейну Дністра водою, яке тривало шість років, внаслідок цього частина села Бабшин затоплено в долині річки Дністер.
З 1991 року в складі незалежної України.
8 вересня 2017 року шляхом об'єднання сільських рад, село увійшло до складу Жванецької сільської громади. Колишній орган місцевого самоврядування — Гринчуцька сільська рада.

## Населення
За переписом населення України 2001 року в селі мешкало 216 осіб.
Згідно даних 2015 року, в селі мешкало 189 осіб, населення села скоротилось на 12,50 % порівняно зі 2001 роком.

### Мова
У селі поширені західноподільська говірка та південноподільська говірка, що відносяться до подільського говору, який належить до південно-західного наріччя.

## Релігія
- Церква святого Архистратига Михаїла (УПЦ МП)[6]

## Природоохоронні території
Село лежить у межах національного природного парку «Подільські Товтри».

## Галерея

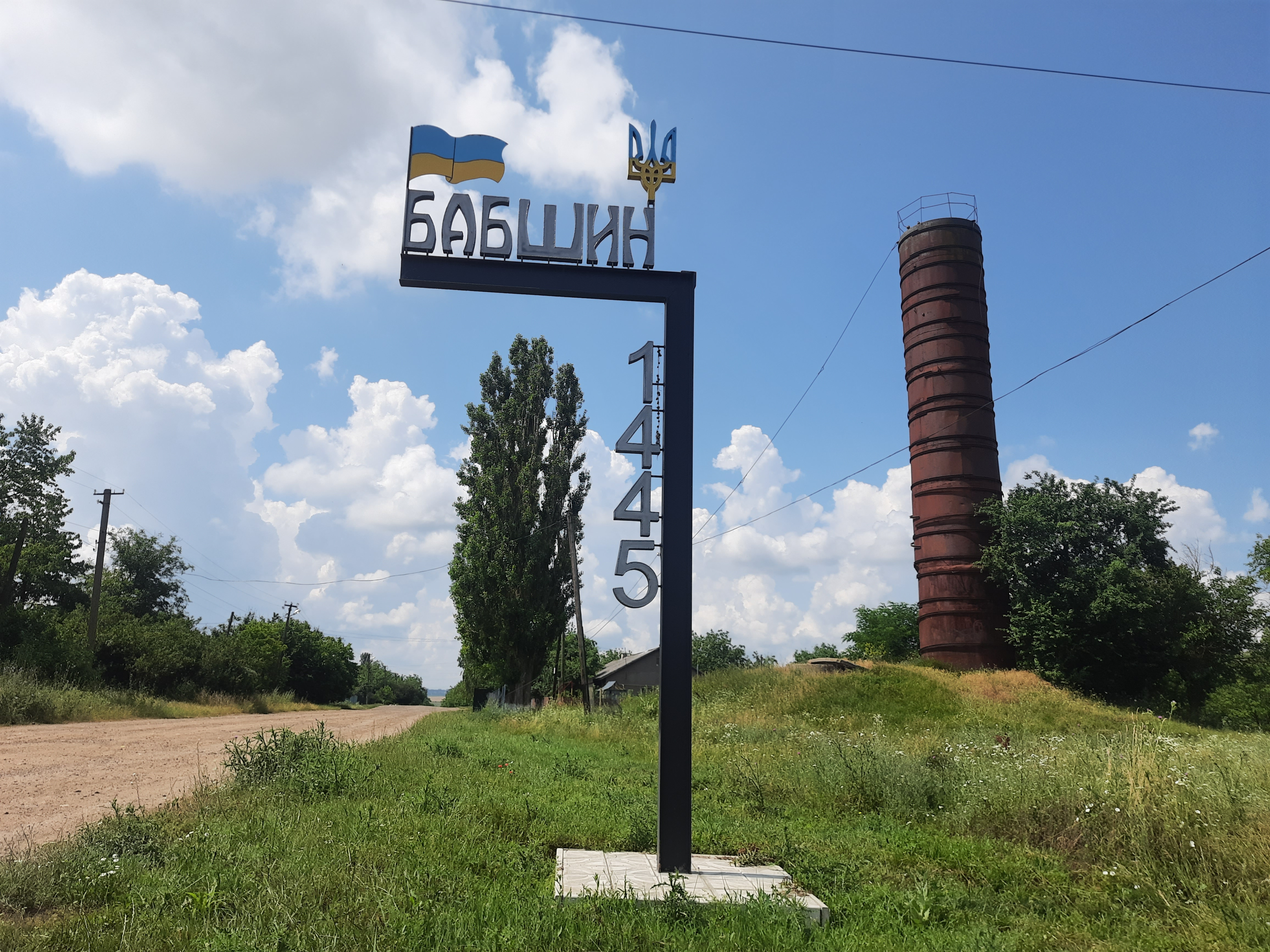
В'їзд у село
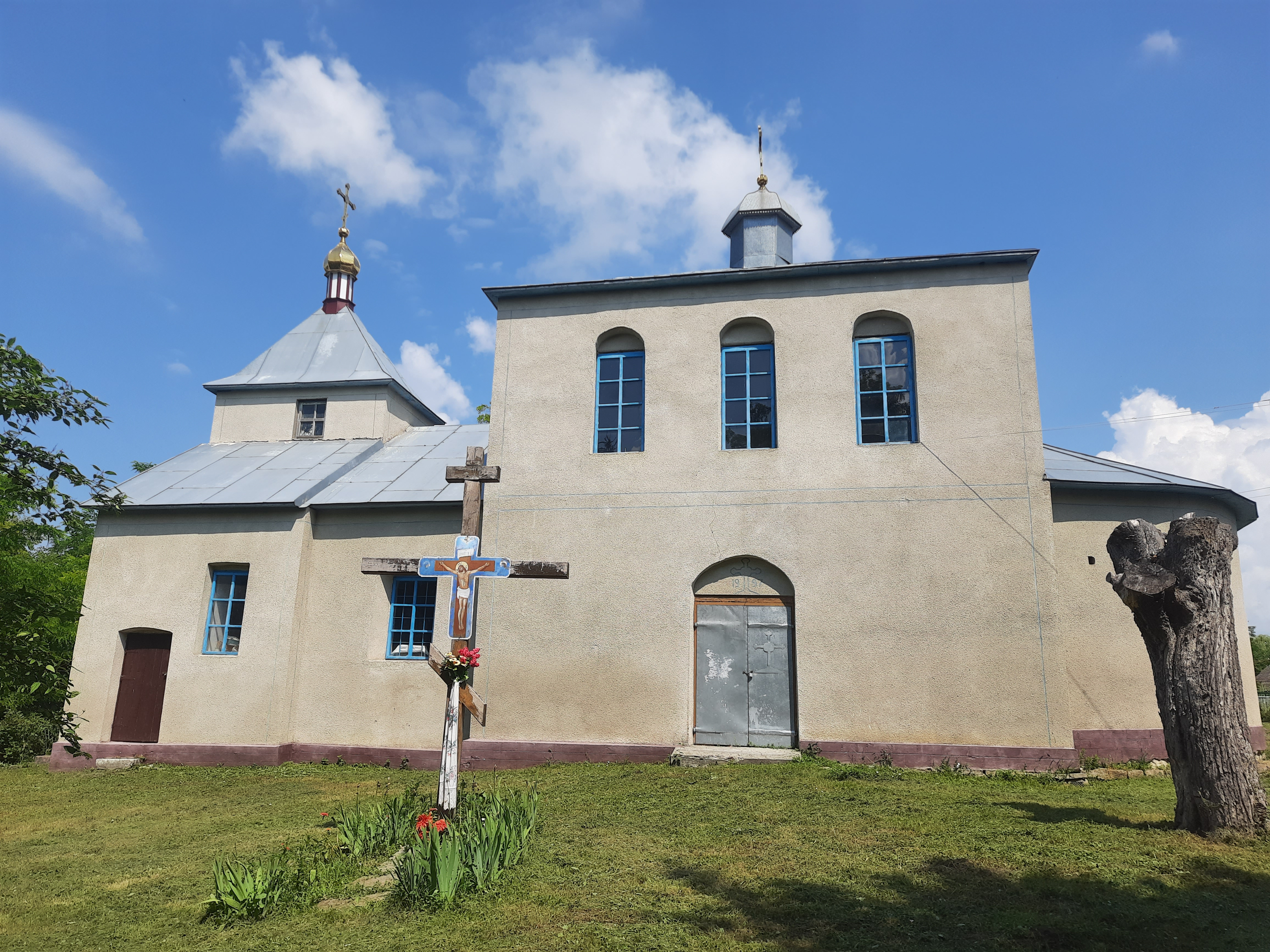
Михайлівська церква
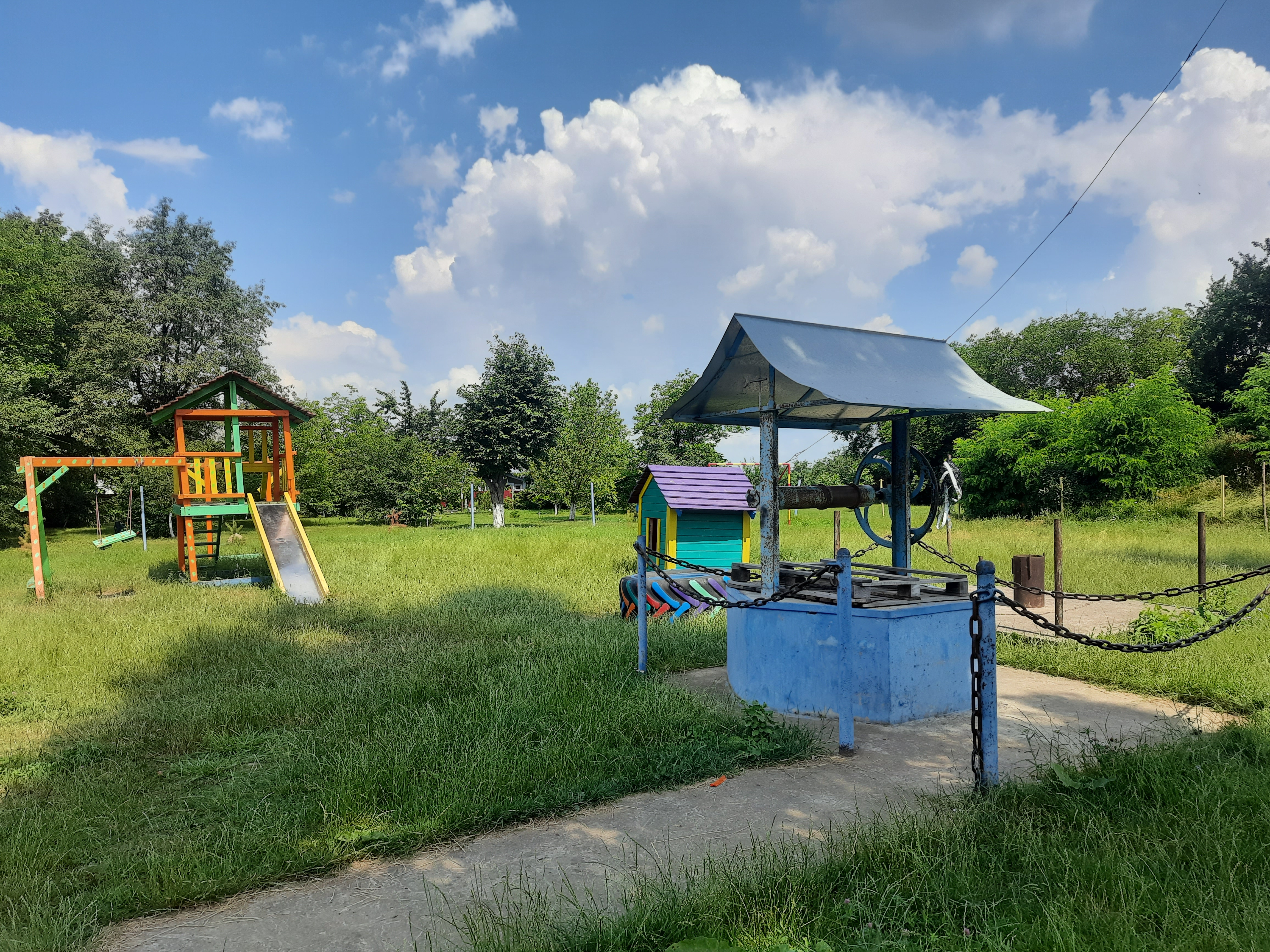
В центрі села
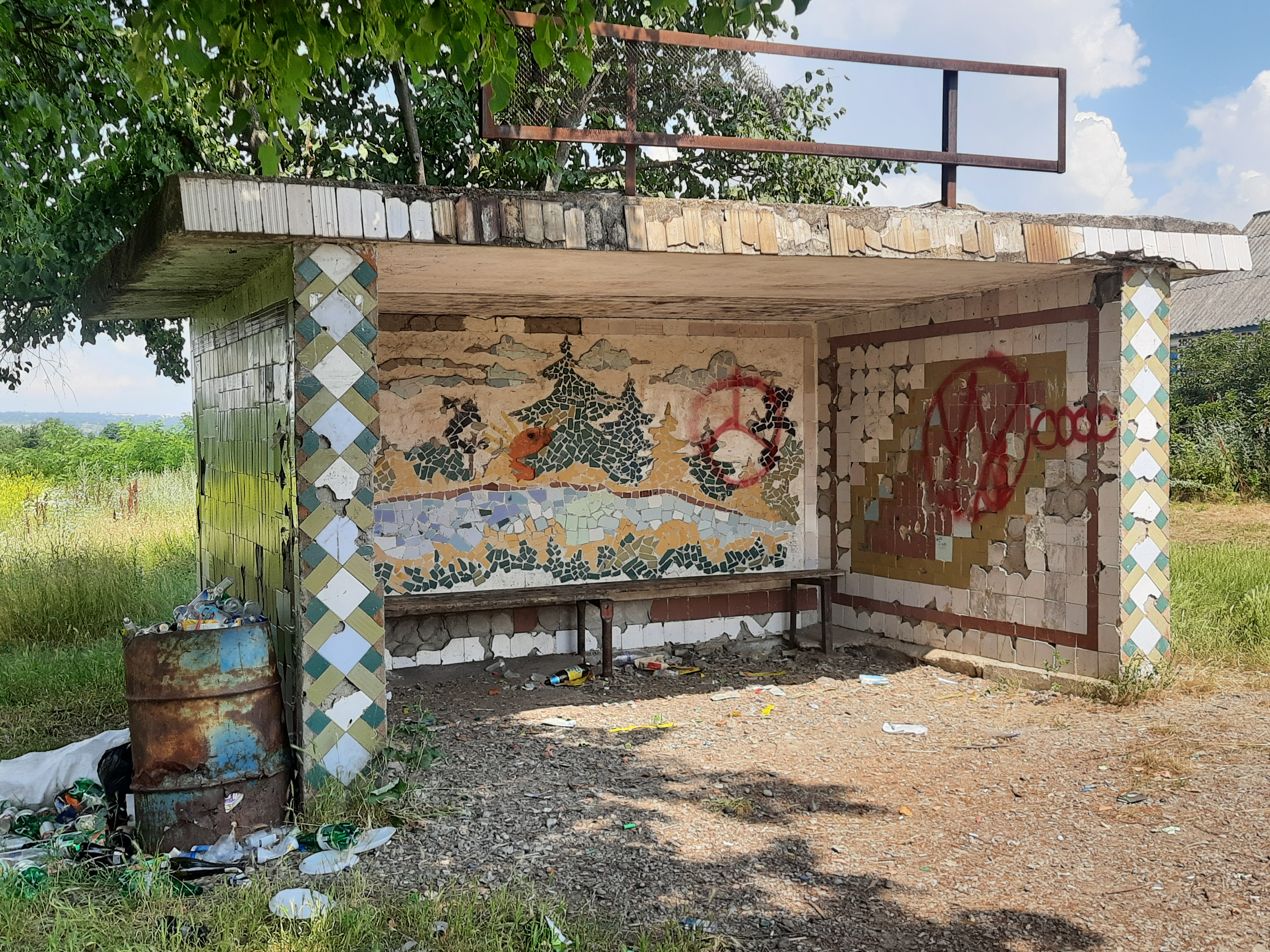
Автобусна зупинка
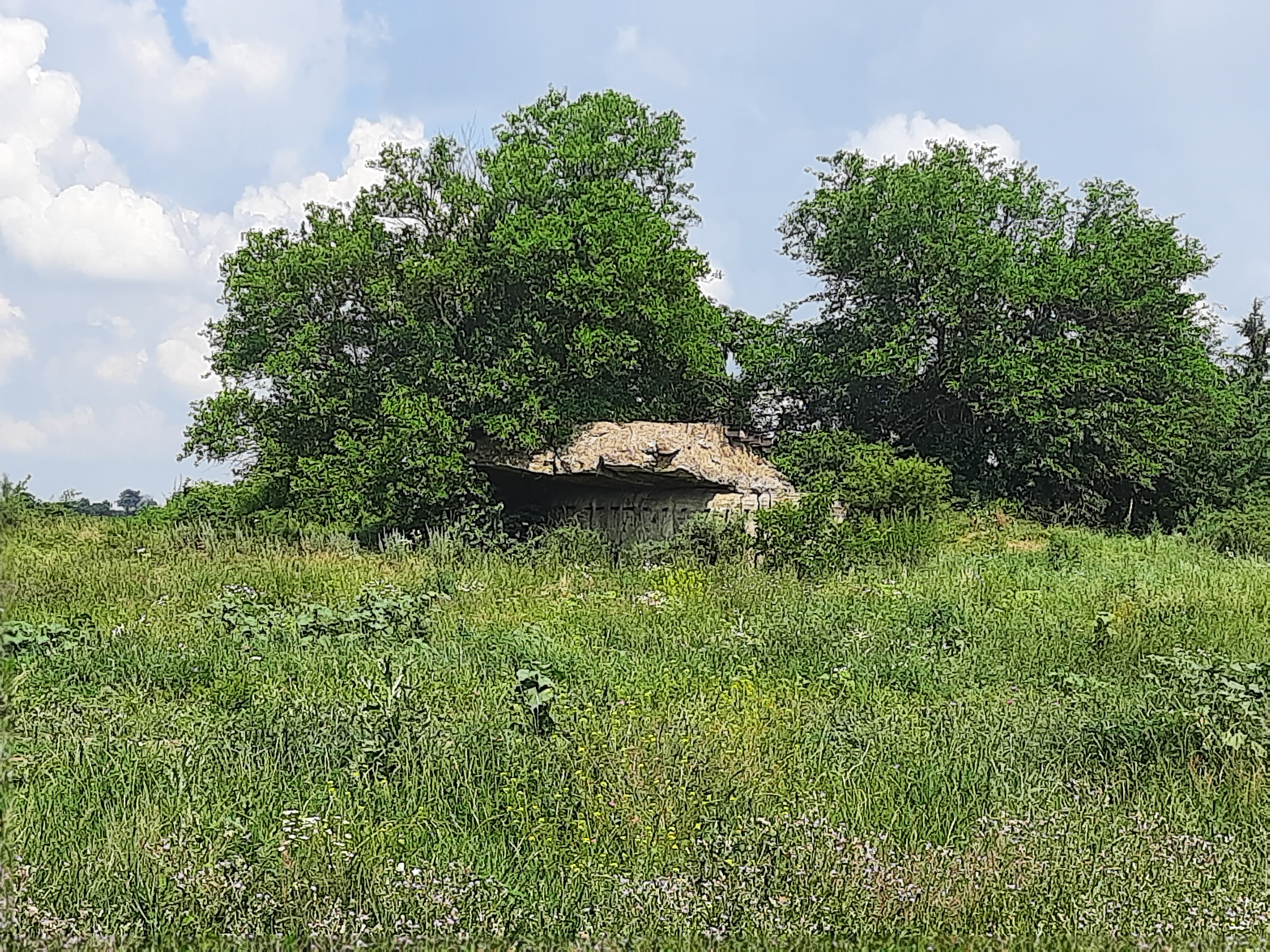
ДОТ неподалік села